# Forza Horizon 2
Forza Horizon 2 è un videogioco open world di guida sviluppato per Xbox One da Playground Games e per Xbox 360 da Sumo Digital.
Il gioco è uscito il 3 ottobre 2014, come annunciato all'E3 2014, ed è il seguito di Forza Horizon uscito per Xbox 360.

## Trama
Forza Horizon 2 è ambientato durante l'Horizon Festival, questa volta tenuto nel sud Europa precisamente tra il sud della Francia e il nord Italia. Il giocatore dovrà esplorare la regione, e partecipare alle gare e agli eventi speciali per proseguire nella storia. Gli eventi nella versione Xbox One potranno essere giocati sia di giorno e sia di notte, e un sistema di tempo dinamico è stato aggiunto per la prima volta nella serie Forza. È presente anche il comparto online che è migliorato rispetto al precedente capitolo, inoltre differenzia la versione Xbox One e Xbox 360.

## DLC
A cadenza mensile son stati rilasciati dei car pack come nel precedente capitolo. All'interno dei pacchetti sono presenti sei auto, di cui una gratuita. Il 22 dicembre 2014 un DLC aggiunge Storm Island, un'isola dopo il porto di Nizza. Il 6 giugno 2015 è la volta dell'espansione Porsche, che aggiunge dieci veicoli della casa automobilistica tedesca.

## Forza Horizon 2 Presents Fast & Furious
Il 27 marzo 2015 è stato pubblicato uno spin-off stand-alone dedicato a Fast & Furious e ambientato nella città di Nizza. Tej Parker darà delle indicazioni nelle gare, in cui si vinceranno delle auto di Fast & Furious.